# 2023年云南纳家营清真寺改造
2023年云南纳家营清真寺改造，发生在2023年5月下旬的中国云南省玉溪市通海县纳家营清真寺。政府强行改建纳家营清真寺，引发當地穆斯林反对，隨後爆發警民衝突。这次改造是「伊斯兰教中国化」运动的一部分。

## 背景
始建於明朝的纳家营清真寺位於中華人民共和國雲南省通海縣納古鎮。在2023年5月前是中国为数不多的没有拆除任何伊斯兰建筑元素的清真寺之一。

## 事件經過
2023年5月27日，纳古镇政府派人强行拆除清真寺穹顶，引起当地穆斯林不满，进而与警员发生衝突。推特流传的多段影片显示，当局当天出动大量装配警棍、盾牌的武警、特警组成人墙，将清真寺包围，禁止民众进入。期间数十名民众与防暴警察在清真寺外发生推撞，试图突破防线，亦有人向警察投掷物件。随后，一些武警、特警使用辣椒水等暴力手段驱散民众。同时，一些便衣警察混进抗议人群，对抗议者进行镇压、抓捕。当局未直接回应此事，但通海县警方于5月28日通报，称“通海县纳古镇发生一起严重妨害社会管理秩序的案件”，呼吁涉案人员在6月6日前“投案自首”，以争取“宽大处理”。而相关新闻在中国社交平台上亦遭到屏蔽。
抗议事件后，当局曾一度暂缓「改造工作」。然而，自6月起，施工已悄然恢复。根据纳家营清真寺的公告，改造于2023年6月17日恢复，预计施工周期约为6个月，施工期间谢绝「无关人员及车辆」进入。
2024年2月，新浪微博流傳照片顯示，纳家营清真寺已完成改造。阿拉伯式的翡翠色穹頂被改為中式圓形攒尖頂，宣禮塔則被改造為中式风格。